# Jakob Fahlstedt
Karl Jakob  Fahlstedt, född 1 september 1972 i Vikingstad i Östergötlands län, är en svensk skådespelare. 

## Biografi
Fahlstedt är utbildad vid Teaterhögskolan i Malmö 1996–2000. Därefter har han varit verksam vid flera av Sveriges teatrar, däribland Helsingborgs stadsteater, Malmö Stadsteater, Dalateatern, Stockholms Stadsteater, Västanå teater samt Teater Västmanland. Sedan 2017 har han varit verksam vid Uppsala stadsteater.
Han är bror till skådespelaren Ludvig Fahlstedt och gift med skådespelaren Anna Fahlstedt.

## Teater

### Roller (ej komplett)
| År   | Roll                           | Produktion                                                                             | Regi                     | Teater                   |
| ---- | ------------------------------ | -------------------------------------------------------------------------------------- | ------------------------ | ------------------------ |
| 2000 |                                | Tredje rikets fruktan och elände (Furcht und Elend des dritten Reiches) Bertolt Brecht | Johan Bernander          | Teaterhögskolan i Malmö  |
| 2002 | Haimon                         | Antigone (Αντιγόνη) Sofokles                                                           | Johan Bernander          | Malmö Dramatiska Teater  |
| 2003 |                                | Populärmusik från Vittula Mikael Niemi                                                 | Magnus Bergquist         | Teater Västmanland       |
| 2004 | Magnus                         | Skuggbiografier Lars Norén                                                             | Björn Melander           | Teater Västmanland       |
| 2007 | Chris                          | Alla mina söner (All my sons ) Arthur Miller                                           | Björn Melander           | Teater Västmanland       |
| 2008 | Oskar                          | Cash Mats Kjelbye                                                                      | Olof Hanson              | Teater Västmanland       |
| 2009 | Micke                          | Nu, imorgon Therese Söderberg                                                          | Maria Löfgren            | Teater Västmanland       |
| 2009 | Lasse                          | Mig äger ingen Åsa Linderborg                                                          | Eva Gröndahl             | Teater Västmanland       |
| 2010 | Krokodil Hund Axel Torstensson | Romeo och Signe Staffan Westerberg                                                     | Kajsa Isaksson           | Teater Västmanland       |
| 2011 | Bernard                        | Paraplyerna i Cherbourg (Les Parapluies de Cherbourg) Jacques Demy och Michel Legrand  | Alexander Mørk-Eidem     | Stockholms stadsteater   |
| 2011 | Anställd 3 m fl roller         | Enron - En framgångssaga (Enron) Lucy Prebble                                          | Olof Hanson              | Stockholms stadsteater   |
| 2012 | Mårten gås Smirre räv Gorgo    | Nils Holgersson (Nils Holgerssons underbara resa genom Sverige) Selma Lagerlöf         | Jakob Hultcrantz Hansson | Västanå teater           |
| 2013 | Viktor                         | Att döda ett tivoli Dennis Magnusson                                                   | Karl Seldahl             | Dalateatern              |
| 2013 | Rundqvist                      | Hemsöborna August Strindberg                                                           | Carl Kjellgren           | Dalateatern              |
| 2013 | Philip                         | Ärligt talat (Relatively Speaking) Alan Ayckbourn                                      | Hugo Emretsson           | Dalateatern              |
| 2014 | Bill Sikes                     | Oliver! Lionel Bart                                                                    | Patrik Pettersson        | Dalateatern              |
| 2014 | Viktor                         | Först föds man ju (Først bli'r man jo født) Line Knutzon                               | Robert Jelinek           | Dalateatern              |
| 2015 | Ragnar                         | Rut och Ragnar Kristina Lugn                                                           | Elisabeth Frick          | Dalateatern              |
| 2015 | Trigorin                       | Måsen (Чайка, Tjajka) Anton Tjechov                                                    | Patrik Pettersson        | Dalateatern              |
| 2015 | Bernard                        | Paraplyerna i Cherbourg (Les Parapluies de Cherbourg) Jacques Demy och Michel Legrand  | Alexander Mørk-Eidem     | Kulturhuset Stadsteatern |
| 2015 | Per-Erik Ljungh                | En uppstoppad hund Staffan Göthe                                                       | Olof Hanson              | Kulturhuset Stadsteatern |
| 2016 | Mannen                         | Nya vägar Birgitta Egerbladh                                                           | Birgitta Egerbladh       | Kulturhuset Stadsteatern |
| 2017 | Gustav Henrik Schagerström     | Löwensköldska ringen – trilogin Selma Lagerlöf                                         | Anna Azcárate            | Uppsala stadsteater      |
| 2017 | Jossi                          | Bröderna Lejonhjärta Astrid Lindgren                                                   | Ronny Danielsson         | Uppsala stadsteater      |
| 2018 | Ungdomspastorn                 | Det finns ingenting att vara rädd för Johan Heltne                                     | Sara Giese               | Uppsala stadsteater      |
| 2018 | B                              | Två aviga & en rät Karin Parrot Jonzon och Lars Åberg                                  | Karin Parrot Jonzon      | Uppsala stadsteater      |
| 2018 | Skat, sektledaren              | Det sjunde inseglet Ingmar Bergman                                                     | Benke Rydman Hugo Hansén | Uppsala stadsteater      |
| 2019 | Don Price                      | Big Fish John August                                                                   | Ronny Danielsson         | Uppsala stadsteater      |
| 2019 | Karl Marinko                   | 3 vintrar Tena Štivičić                                                                | Anja Suša                | Uppsala stadsteater      |
| 2020 |                                | Måsen (Чайка, Tjajka) Anton Tjechov                                                    | Dennis Sandin            | Uppsala stadsteater      |
| 2021 |                                | Teaterterapin: Fadern Emma Roswall                                                     | Emma Roswall             | Uppsala stadsteater      |
| 2021 |                                | Loranga, Loranga Barbro Lindgren                                                       | Olle Törnqvist           | Uppsala stadsteater      |
| 2021 | Sorin                          | Måsen (Чайка, Tjajka) Anton Tjechov                                                    | Dennis Sandin            | Uppsala stadsteater      |
| 2022 |                                | Olofolof Hans Marklund och Anders Lundin                                               | Hans Marklund            | Uppsala stadsteater      |
| 2022 |                                | Älskad, saknad Carl-Johan Karlson                                                      | Carl-Johan Karlson       | Uppsala stadsteater      |
| 2023 |                                | Dottern Lena Andersson                                                                 | Karin Parrot Jonzon      | Uppsala stadsteater      |
| 2023 |                                | Balkan Bordello Jeton Neziraj                                                          | Blerta Neziraj           | Uppsala stadsteater      |
| 2024 |                                | Rosens namn (Il nome della rosa) Umberto Eco                                           | Carolina Frände          | Uppsala stadsteater      |